# 이양곤
이양혼(李陽焜, ?~?)은 정선 이씨(旌善李氏)의 시조이다. 《정선이씨세보(旌善李氏世譜)》에 따르면, 이양곤은 대월국(大越國) 리 왕조(李王朝, 1009년~1225년)의 전성기를 이끈 황제인 리 인종(李仁宗, 재위 1072년~1127년)의 아들이며, 5대 황제인 리 신종의 아우로 제위 다툼 끝에 밀려나 송나라로 망명하여 관직 생활하던 중 북송 휘종 때 송나라에 머무르며 중서문하성의 평장사(平章事) 지위를 받기도 했으나, 금나라가 침공해오자  1127년 고려 인종 때에 이주해 경주(慶州)에 정착하였다고 전해진다 하지만 이 내용은 《정선이씨세보(旌善李氏世譜)》에만 보이며 리 인종은 실제로 아들이 없었기 때문에 정선이씨세보가 작성되면서 창조된 인물로 보여진다.
이러한 기록은 역사학에서는 신뢰를 받지 못하고 있다. 우선, 이양혼의 형이라는 이신종의 출생연도는 1116년이다. 따라서 12세기 후반의 인물인 이의민이 이양혼의 6세손이라는 내용과 연대가 맞지 않는다. 게다가 베트남의 편년체 통사인 《대월사기전서(大越史記全書)》의 기록에 따르면, 이인종은 자식이 없어서 조카인 이신종이 왕위를 이었다. 따라서 이양혼이 이인종의 아들이며, 이신종의 동생이라는 내용도 역사적 사실과는 거리가 멀다. 다만, 원나라 말기에 편찬된 《송사(宋史)》에는 이신종을 이인종의 아들이라고 잘못 기록하고 있는데, 《정선이씨세보》는 후대에 이 내용을 근거로 이양혼에 관한 내용을 기술해 넣은 것으로 보인다.

## 같이 보기
- 이의민
- 이용상

## 참고 자료
- 이양곤 두산백과